# Grand moulin de Villance
L'ancien grand moulin de Villance est un immeuble classé situé dans le village de Villance faisant partie de la commune de Libin en Belgique (province de Luxembourg).

## Localisation
Cet ancien moulin à eau se situe dans la partie basse et occidentale du village ardennais de Villance, Grand-Moulin no 143 (route nationale 808), sur une étroite voie de desserte se détachant en contrebas de la chaussée principale. Il jouxte la rive droite de la Lesse, à environ 700 mètres à vol d'oiseau en amont du pont de la Justice, ouvrage également classé.

## Historique
La présence d’un moulin à cet endroit est mentionnée pour la première fois dans les textes en 1520 et celle d'une scierie en 1650. Le bâtiment actuel date du début du XVIIIe siècle. La scierie cesse de fonctionner en 1964 tandis que le moulin poursuit ses activités jusqu’en 1972. Vers 1780, le moulin est la propriété de la famille Willeme. Il passe ensuite à la famille Kaufmann puis, en 1904, à la famille Lezin.Trois roues indépendantes, dont une a disparu, attestent l'importance de cette installation. Au fil des siècles, sa fonction a évolué : il est devenu moulin à farine, à huile et scierie.

## Description
Le bâtiment principal long d'une trentaine de mètres, abritant autrefois scierie et meunerie est érigé en moellons de schiste blanchis du pays et coiffé d'une toiture en ardoises. La façade arrière (côté Lesse) compte deux niveaux. La scierie se trouve au rez-de-chaussée tandis que le sous-sol abrite la roue à aubes principale du moulin. Le bâtiment était alimenté par un long bief se détachant de la Lesse quelque 600 mètres en amont.  

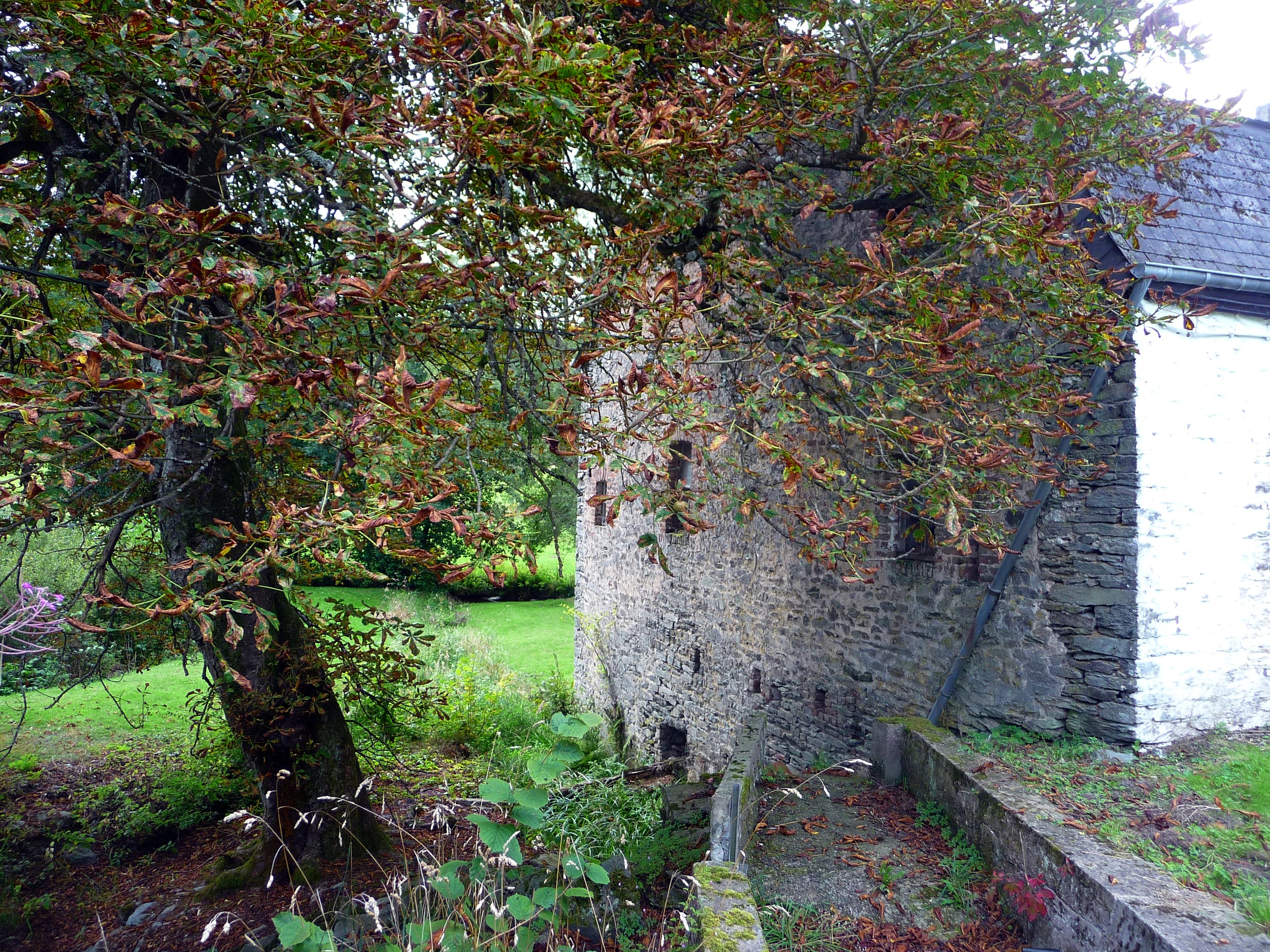
L'ancien bief et le pignon sud-est du grand moulin

## Classement et protection
Le Grand-Moulin de Villance et plus précisément: les façades et toitures de l'immeuble principal comprenant la meunerie et le bâtiment de la scierie; l'intérieur de la meunerie et de l'ensemble de la machinerie; l'intérieur de la grange; l'intérieur de la scierie et de ses machineries ainsi que les terrains faisant partie de la propriété comprenant notamment l'étang et le bief sont repris sur la liste du patrimoine immobilier classé de Libin depuis le 13 mai 1998. L'ancien moulin est un immeuble privé et ne se visite pas.